# Winter-Harvest
Winter-Harvest je druhé studiové album nizozemské rockové skupiny Golden Earrings, vydané v lednu roku 1967 společností Polydor Records. Jeho producentem byl manažer skupiny Fred Haayen. Jde o poslední album s původním zpěvákem Fransem Krassenburgem, kterého následně nahradil Barry Hay, jenž ve skupině zůstal po zbytek její kariéry.

## Seznam skladeb
Všechny skladby napsali George Kooymans a Rinus Gerritsen.
| Strana 1 | Strana 1                            | Strana 1 |
| Pořadí   | Název                               | Délka    |
| -------- | ----------------------------------- | -------- |
| 1.       | Another Man in Town                 | 2:22     |
| 2.       | Smoking Cigarettes                  | 2:19     |
| 3.       | In My House                         | 3:57     |
| 4.       | Don't Wanna Lose That Girl          | 2:15     |
| 5.       | Impeccable Girl                     | 2:14     |
| 6.       | Tears and Lies                      | 2:00     |
| 7.       | You've Got the Intention to Hurt Me | 3:06     |

| Strana 2 | Strana 2                   | Strana 2 |
| Pořadí   | Název                      | Délka    |
| -------- | -------------------------- | -------- |
| 8.       | Dream                      | 2:39     |
| 9.       | You Break My Heart         | 2:00     |
| 10.      | Baby Don't Make Me Nervous | 2:25     |
| 11.      | Call Me                    | 2:17     |
| 12.      | Happy and Young Together   | 3:04     |
| 13.      | Lionel the Miser           | 2:29     |
| 14.      | There Will Be a Tomorrow   | 2:19     |

| Bonusy na reedici | Bonusy na reedici   | Bonusy na reedici |
| Pořadí            | Název               | Délka             |
| ----------------- | ------------------- | ----------------- |
| 15.               | Daddy Buy Me a Girl | 2:42              |
| 16.               | What You Gonna Tell | 1:44              |
| 17.               | Don't Run Too Far   | 2:15              |
| 18.               | Wings               | 2:10              |

## Sestava
- Jaap Eggermont – bicí
- Rinus Gerritsen – baskytara, klávesy
- George Kooymans – kytara, zpěv
- Frans Krassenburg – zpěv
- Cees Schrama – klavír, varhany, vibrafon
- Fred Haayen – producent